# Pilares da União Europeia
Em conjunto, os três pilares da União Europeia foram os elementos que constituíram a arquitectura institucional da União Europeia desde o tratado de Maastricht, em 1992, até à sua abolição com o Tratado de Lisboa, em 2009.

## Pilares
Os três pilares eram:
- 1.º pilar: as Comunidades Europeias, herdeiras da Comunidade Europeia do Carvão e do Aço, da CEE e do tratado Euratom. Retomam o Tratado de Roma revisto pelo Acto Único Europeu. Compõe-se de um pilar supranacional relativo às políticas integradas (Política Agrícola Comum, união alfandegária, Mercado interno, euro, etc.). Para as matérias relevantes deste pilar, os Estados membros transferiram uma parte relativamente importante das suas competências e soberania para a União Europeia.
- 2.º pilar: a Política Externa e de Segurança Comum (PESC). Cooperação intergovernamental, em matéria de assuntos externos e de segurança.
- 3.º pilar: a Cooperação política e judiciária em matéria penal.

| União Europeia | União Europeia | União Europeia                                                                                            | União Europeia | União Europeia | União Europeia | União Europeia |
| | Primeiro pilar | | Segundo pilar  |                | Terceiro pilar |                |
| Comunidades Europeias (CE) | Política Externa e de Segurança Comum (PESC) | Cooperação policial e judiciária em matéria penal (CPJP ant. JAI)                                         |                |                |                |                |
| --- | --- | --- | -------------- | -------------- | -------------- | -------------- |
| - União alfandegária e Mercado único - Política Agrícola Comum - Política Comum de Pesca - Protecção da Concorrência - União Económica e Monetária - Cidadania da União - Educação e Cultura - Transportes - Protecção dos Consumidores - Saúde - Investigação Científica - Ambiente - Política Social - Espaço de Liberdade, de Segurança e de Justiça: - Política de Imigração da União Europeia - Acordo de Schengen - Acolhimento de Refugiados | Política externa: - Força Europeia de Reacção Rápida - Força Policial Europeia - Missões de Petersberg - Direitos Humanos - Democracia - Ajuda Humanitária (ECHO) Política de segurança: - Política Europeia de Segurança e de Defesa (PESD) | - Tráfico de droga e de armas - Terrorismo - Tráfico de Pessoas - Crime Organizado - Corrupção - Eurojust |                |                |                |                |
| | | |                |                |                |                |

Em cada pilar, um equilíbrio próprio era assegurado entre soberanias nacionais e supranacionais. A supranacionalidade estava essencialmente presente no primeiro pilar, que era igualmente o mais importante pela sua acção e meios.

## Abolição
No seu discurso antes da Conferência de Nice, Joschka Fischer, então Ministro das Relações Exteriores da Alemanha, chamou a atenção para uma simplificação da União Europeia. Uma dessas ideias centrais era a abolição da estrutura em pilares, e substituí-lo com uma concentração numa pessoa jurídica para a União Europeia. Esta ideia foi incluída no Tratado de Lisboa, que entrou em vigor a 1 de Dezembro de 2009.
No Tratado de Lisboa, a repartição de competências em diversas áreas políticas entre os Estados-Membros e a União é:
| Competência exclusiva | | Competência partilhada |  | Competência apoiada |
| A UE tem competência exclusiva para formular diretrizes e celebrar acordos internacionais quando está contemplada num ato legislativo da União. | Os Estados-membros não podem exercer competência em áreas onde a União tem. | A União Europeia pode tomar medidas para apoiar, coordenar ou completar a ação dos Estados-membros. |  |                     |
| - A união aduaneira - O estabelecimento de regras de concorrência necessárias ao funcionamento do mercado interno - A política monetária dos Estados-membros cuja moeda seja o euro - A conservação dos recursos biológicos do mar no âmbito da Política Comum das Pescas - A política comercial política | - O mercado interno - A política social para os aspectos definidos no presente Tratado - Economia, coesão social e territorial - A agricultura e pescas, com excepção da conservação dos recursos biológicos marinhos - Ambiente - A protecção dos consumidores - Transportes - Trans-European Networks - Energia - O espaço de liberdade, segurança e justiça - Normas comuns de segurança para a saúde pública, nos aspectos definidos no presente Tratado | - A protecção e a melhoria da saúde humana - Indústria - Cultura - Turismo - Educação, juventude, desporto e formação profissional - A protecção civil (prevenção de desastres) - A cooperação administrativa |  |                     |